# Goose Creek (tributaire du fleuve Potomac)
Pour les articles homonymes, voir Goose Creek.
Goose Creek est une rivière des États-Unis d'une longueur de 89 km qui coule dans l’État de Virginie. Elle est un affluent du Potomac.

## Traduction
- (en) Cet article est partiellement ou en totalité issu de l’article de Wikipédia en anglais intitulé « Goose Creek (Potomac River) » (voir la liste des auteurs).